# Clifton Jones
Clifton Jones (Saint Andrew, 26 juli 1937 – Londen, 4 juni 2025) was een Jamaicaans acteur die vooral in Britse televisieseries speelde.

## Biografie
Jones werd geboren op 26 juli 1937 in de Jamaicaanse parish Saint Andrew. Zijn eerste vaste rol was in de Britse ziekenhuiserie Emergency Ward 10, waar hij bijna een jaar lang de rol van Dr. Jeremiah Sanders vertolkte.
Verder was hij op televisie ook te zien in onder andere Dixon of Dock Green, Z-Cars, Public Eye, Danger Man, Man in a Suitcase, The Troubleshooters, The Persuaders!, The Onedin Line, Survivors en The Professionals. 
Zijn meest bekende rol is wellicht die van David Kano in het eerste seizoen van de Britse sciencefictionserie Space: 1999.
Op het witte doek acteerde hij in films als The V.I.P.s (1963), Only When I Larf (1968), Decline and Fall... of a Birdwatcher (1968), Joanna (1968), Innocent Bystanders (1972), Father, Dear Father (1973), The Great McGonagall (1974) en Sheena (1984). Hij was ook de stem van het personage Blackavar in Britse animatiefilm Watership Down (1978). 
Jones overleed op 4 juni 2025 op 87-jarige leeftijd.